# Контрас
Ко́нтрас (ісп. Contras, скорочення від ісп. contrarrevolucionarios — контрреволюціонери) — об'єднана назва для низки ідеологічно різних угруповань, що вели партизанську війну проти уряду Даніеля Ортеги в Нікарагуа в 1980—1990 за підтримки керівництва США, Аргентини та Гондурасу. Серед них були як колишні діячі режиму А. Сомоси, так і люди, що розчарувалися в новому уряді Ортеги. Угрупування мали свої бази у сусідніх країнах Гондурасі та Коста-Риці.
Міжнародні правозахисні організації відзначали крайню жорстокість контрас не лише стосовно своїх політичних противників, але і до цивільного населення.
Контрас припинили свою діяльність внаслідок політики національного примирення, початої після обрання на пост президента Нікарагуа Віолети Чаморро в 1990 р.
Загального лідера в контрас не було. Найвпливовішою фігурою серед них вважається підполковник Енріке Бермудес, колишній військовий аташе у США. Після закінчення громадянської війни в 1990 р. Бермудес повернувся до Нікарагуа, але вже наступного року був убитий.
З фінансуванням контрас пов'язаний чималий політичний скандал у США «Іран-контрас». 

## Справа контрас у Міжнародному суді ООН
У 1984 році Нікарагуа до Міжнародного Суду ООН, звинувачуючи США в порушенні норм міжнародного права («Справа про військові та воєнізовані дії на  території  й  проти  Нікарагуа»  – «Case Concerning  Military  and  Paramilitary Activitiesin and against Nicaragua»). Рішення, винесене Судом у цій справі в 1986 р., підтверджує те, що США, усупереч міжнародно-правовим нормам, надавали підтримку контрас, здійснюючи їх навчання, озброєння, забезпечення провіантом чи іншим способом заохочуючи, підтримуючи й надаючи допомогу військовим і воєнізованим діям у Нікарагуа.
Водночас Суд не знайшов доказів, що США повністю контролювали дії контрас. Суд визнав, що певна кількість операцій була проведена за планами, розробленими радниками з США.